# Petiniotia
Petiniotia é um género botânico pertencente à família Brassicaceae.